# チャールトン郡 (ジョージア州)
チャールトン郡（チャールトンぐん、英: Charlton County）は、アメリカ合衆国ジョージア州の南部に位置する郡である。2010年国勢調査での人口は12,171人であり、2000年の10,282人から18.4%増加した。郡庁所在地はフォークストン市（人口2,502人）であり、同郡で人口最大の都市でもある。

## 歴史
チャールトン郡は1854年2月18日に、ジョージア州議会の法により、カムデン郡から分離して設立された。1855年の法により、ウェア郡から一部領域が追加された。1856年の法によってカムデン郡との間に領域の交換が行われ郡境が変更された。
郡名は、ジョージア州選出アメリカ合衆国上院議員ロバート・ミレッジ・チャールトンに因んで名付けられた。

## 地理
アメリカ合衆国国勢調査局に拠れば、郡域全面積は782.97平方マイル (2,027.9 km2)であり、このうち陸地780.77平方マイル (2,022.2 km2)、水域は2.20平方マイル (5.7 km2)で水域率は0.28%である。ジョージア州の最南部に位置している。郡域の大きな部分がオキフェノキー湿地と連邦政府が保護する地域に入っている。

### 主要高規格道路

#### アメリカ国道
- アメリカ国道1号線
- アメリカ国道23号線
- アメリカ国道301号線

#### ジョージア州道
- ジョージア州道4号線
- ジョージア州道15号線
- ジョージア州道23号線
- ジョージア州道40号線
- ジョージア州道40号線接続道
- ジョージア州道94号線
- ジョージア州道121号線
- ジョージア州道177号線
- ジョージア州道185号線
- ジョージア州道252号線

### 隣接する郡
- ブラントリー郡 - 北東
- ナッソー郡 (フロリダ州) - 東
- カムデン郡 - 東
- ベイカー郡 (フロリダ州) - 南
- ウェア郡 - 西、北西

### 国立保護地域
- オキフェノキー国立野生生物保護区（部分）

## 人口動態
以下は2000年の国勢調査による人口統計データである。
| 基礎データ - 人口: 10,282人 - 世帯数: 3,342 世帯 - 家族数: 2,499 家族 - 人口密度: 5人/km2（13人/mi2） - 住居数: 3,859軒 - 住居密度: 2軒/km2（5軒/mi2） 人種別人口構成 - 白人: 68.59% - アフリカン・アメリカン: 29.26% - ネイティブ・アメリカン: 0.42% - アジア人: 0.34% - 太平洋諸島系: 0.06% - その他の人種: 0.14% - 混血: 1.21% - ヒスパニック・ラテン系: 0.79% | 年齢別人口構成 - 18歳未満: 27.5% - 18-24歳: 10.6% - 25-44歳: 31.7% - 45-64歳: 20.6% - 65歳以上: 9.7% - 年齢の中央値: 33歳 - 性比（女性100人あたり男性の人口） - 総人口: 112.4 - 18歳以上: 115.6 世帯と家族（対世帯数） - 18歳未満の子供がいる: 37.6% - 結婚・同居している夫婦: 55.4% - 未婚・離婚・死別女性が世帯主: 15.0% - 非家族世帯: 25.2% - 単身世帯: 21.8% - 65歳以上の老人1人暮らし: 8.5% - 平均構成人数 - 世帯: 2.74人 - 家族: 3.20人 | 収入と家計 - 収入の中央値 - 世帯: 27,869米ドル - 家族: 33,364米ドル - 性別 - 男性: 26,631米ドル - 女性: 17,978米ドル - 人口1人あたり収入: 12,920米ドル - 貧困線以下 - 対人口: 20.9% - 対家族数: 17.8% - 18歳未満: 29.1% - 65歳以上: 20.4% |

## 都市と町
| - クラーキング - サイプレスサイディング - フェリーランディング - フォークストン - 郡庁所在地 - ホームランド - マトックス - マクローズミル - モニアック - ニューウェル - パクストン | - レースポンド - セントジョージ - シルバーヒル - スタンレーランディング - ストークスビル - トレド - トレーダーズヒル - アプトンビル - ウィノカー |